# Vụ sập mái che nhà ga Novi Sad
Vào ngày 1 tháng 11 năm 2024, 14 người đã thiệt mạng và ít nhất ba người khác bị thương khi mái che bằng bê tông của nhà ga xe lửa Novi Sad ở Novi Sad, Serbia đổ sập xuống những người đang đi bộ và ngồi bên dưới.